# Jales (kommun)
Jales är en kommun i Brasilien.   Den ligger i delstaten São Paulo, i den södra delen av landet, 600 km sydväst om huvudstaden Brasília. Antalet invånare är 47 012.
Följande samhällen finns i Jales:
- Jales

Omgivningarna runt Jales är en mosaik av jordbruksmark och naturlig växtlighet. Runt Jales är det ganska tätbefolkat, med 129 invånare per kvadratkilometer.